# Le Bélial'
 (janvier 2024).
Si vous disposez d'ouvrages ou d'articles de référence ou si vous connaissez des sites web de qualité traitant du thème abordé ici, merci de compléter l'article en donnant les références utiles à sa vérifiabilité et en les liant à la section « Notes et références ».
Le Bélial', est une maison d'édition créée en 1996, consacrée aux littératures de l'imaginaire, à la science-fiction, à la fantasy et au fantastique. Son nom et son logo font référence au démon Bélial.
L'éditeur est créé au départ pour publier la revue Bifrost, puis, à partir de 1998, entreprend la publication de livres : romans, recueils et anthologies. Le Bélial' publie en 2009 une dizaine de livres par an, ainsi que plusieurs revues comprenant des nouvelles, des novellas, des actualités et des critiques : la revue trimestrielle Bifrost, la plus connue et la plus ancienne (lancée dès la création de l'éditeur en avril 1996), le livre-revue Étoiles vives lancé en avril 1997, et la revue Yellow Submarine, créée en mars 1983 et dont la publication se poursuit jusqu'au no 132 en octobre 2007 (la revue est ensuite reprise à partir du no 133 par Les Moutons électriques).

## Auteurs
Principaux auteurs francophones
- Jean-Pierre Andrevon
- Ugo Bellagamba
- Francis Berthelot
- Thomas Day
- Catherine Dufour
- Claude Ecken
- Laurent Genefort
- Johan Heliot
- Michel Pagel
- Thierry Di Rollo
- Roland C. Wagner
- Joëlle Wintrebert

Principaux auteurs en traduction
- Poul Anderson
- Stephen Baxter
- Terry Bisson
- Greg Egan
- Richard Paul Russo
- Lucius Shepard
- Thomas Burnett Swann
- Jack Vance

## Collections
Le Bélial' édite ses livres à travers six collections : « Kvasar », « Pulps », « Une heure-lumière », « Wotan », « Quarante-Deux » et « Parallaxe ».

### Collection «Kvasar»
La collection « Kvasar » est la collection référence des éditions du Bélial'. Parmi les auteurs publiés figurent Jérôme Noirez, Poul Anderson, Christopher Priest, Ian Watson, Lucius Shepard.

### Collection «Pulps»
La collection « Pulps » est un espace voué à l'Aventure, voulant distraire sans se prendre au sérieux. Y sont publiés Edmond Hamilton et Jack Vance.

### Collection «Une heure-lumière»
La collection « Une heure-lumière » propose des romans courts d'auteurs français et anglo-saxons, pour certains récompensés par les prix littéraires les plus prestigieux tels que Hugo, Nebula, Locus.

### Collection «Wotan»
La collection « Wotan » est un espace de création unique consacré à l'illustré, à la bande dessinée, aux livres-mondes et aux intégrales hors normes.

### Collection «Quarante-Deux»
La collection « Quarante-Deux » cherche à présenter de récents écrivains novateurs, mais aussi à faire le point sur des auteurs plus anciens et fondateurs. Y sont publiés Greg Egan, Nancy Kress, Ken Liu et Peter Watts.

### Collection «Parallaxe»
La collection « Parallaxe » se propose de faire dialoguer science et science-fiction sous la plume de scientifiques de haut vol et dans des registres variés. Elle est dirigée par Roland Lehoucq.

## Prix et récompenses
- En novembre 2008, le prix spécial du grand prix de l'Imaginaire est attribué pour la publication d'inédits de Poul Anderson et Le Grand Livre de Mars de Leigh Brackett[10].